# Гуленки
Гуленки — село в Гагинском районе Нижегородской области России. Входит в состав Большеаратского сельсовета.

## История
История возникновения селища восходит к концу XVI века. В 1593 году к государю Федору Иоанновичу челом били «арземасцы, новики Казаринъ Семеновъ сынъ Мальцева да Богданъ Яковлевъ сынъ Незнинъ», которым одному (Богдану Яковлевичу Незнину) недодано было 50 четей поместной земли , а второму (Казарину Семеновичу Мальцеву) вообще не было поместья в Арзамасском уезде. Челобитчики просили выделить им в поместье земли в Орземасском (Арзамасском) уезде «в селище в Новоселках, что осталося за окладом у Шума Незнина, да у Гаврила да у Петра Болотовых, да у Ивана у Ильинского…,» жеребии в которых оставались к  тому времени «порозжены». В царской грамоте цитируется ныне вероятно утраченный документ «Писцовая книга Микиты Яхонтова со товарищи лета 7083 (1575) года», где упоминается «селище Новоселки, что было Васьки Истомина сына Мосеева да Сеньки Семенова сына Мальцова да сына его Гаврилка...» . 
Наименование менялось от Новоселок, до Никольского Гуленки тож.
Земли в Гуленках в разное время передавались в вотчинное владение князьям стольникам Ромодановским (после 1618 года), головам Московских стрельцов Марышкиным (ок. 1678), помещикам Алениным (с. 1700-х годов), Евлашевым (1780-е годы), Лебедевым (1790-е). После отмены крепостного права земли отошли в собственность крестьянам, а также были выкуплены.

## География
Село находится в юго-восточной части Нижегородской области, в зоне хвойно-широколиственных лесов, к югу от автодороги 22Н-1816, на расстоянии приблизительно 11 километров (по прямой) к западу от села Гагина, административного центра района.
Климат
Климат характеризуется как умеренно континентальный, с коротким тёплым летом и холодной снежной зимой. Среднегодовая температура — 3,2 — 3,4 °C. Средняя температура воздуха самого тёплого месяца (июля) — 17 — 19 °C; самого холодного (января) — −14 — −12 °C. Среднегодовое количество атмосферных осадков составляет 450—500 мм, из которых 349 мм выпадает в период с апреля по октябрь.
Часовой пояс
Село Гуленки, как и вся Нижегородская область, находится в часовой зоне МСК (московское время). Смещение применяемого времени относительно UTC составляет +3:00.

## Население
| 2002 | 2010 |
| ---- | ---- |
| 32   | ↘0   |

Национальный состав
Согласно результатам переписи 2002 года, в национальной структуре населения русские составляли 100 %.